# Adressen
Adressen var en tidning utgiven 2 januari 1775 till 31 december 1776 i Stockholm. 
Tidningen trycktes  av J. G. Lange 1775 och av  A. J. Nordström 1776. Fraktur och Antikva användes som typsnitt. Tidningen kom oftast ut med ett eller flera nummer i veckan, vissa veckor kom den inte ut. Tidningen hade 4 sidor i kvartoformat med 2 spalter. Priset var 18 daler för 100 nr.  1775 kom nummer  1-42 ut och 1776 nummer 43-82.
Litterär tidning utgiven av C. C. Gjörvell som här införde hwad han ej kunde nyttja i sina andra skrifter, såsom sammandrag af tryckta rättegångshandlingar, samt det märkvärdigaste ur wåra provinstidningar, o. s. v. af oeconomice-politico-historiska ämnen.